# Carla Castelo

Carla Castelo

Carla Castelo (Lisboa, 6 de novembro de 1970) é uma vereadora independente eleita pela Coligação Evoluir Oeiras.

## Formação
Licenciada em Comunicação Social, Ramo Jornalismo, pela Faculdade de Ciências Sociais e Humanas, foi jornalista entre 1991 e 2019. Começou a carreira no jornal Público, mas fez quase todo o seu percurso como jornalista na SIC, desde a fundação da estação privada de televisão. Trabalhou em diversos serviços noticiosos e editorias. Especializou-se na cobertura de questões ambientais, alterações climáticas, conservação da natureza e ordenamento do território, tendo feito o Curso de Especialização em Ciências e Tecnologias do Ambiente na Faculdade de Ciências da Universidade de Lisboa (2005-2006) e o Programa Doutoral em Alterações Climáticas e Políticas de Desenvolvimento Sustentável (2020-22), tendo iniciado a investigação para a tese sobre Governança Climática Local.

## Jornalismo
Cobriu para a SIC várias Conferências das Partes da Convenção-Quadro das Nações Unidas sobre Alterações Climáticas, desde a COP6 em Haia (2001) até à COP 25 em Madrid (2019), passando pelas históricas COP15 em Copenhaga (2009) e COP21 em Paris (2015). Fez Grandes Reportagens como “Laboratório Antártida” (2015) ou “Um Dia de Cada Vez” (2018). Em 2020 ganhou o prémio de Melhor Programa de Informação nos Prémios da Sociedade Portuguesa de Autores (SPA) com a Grande Reportagem “Plástico Nosso de Cada Dia”, que aborda a temática da proliferação de resíduos de plástico no meio ambiente.
Coordenou e apresentou a rubrica Terra Alerta no Jornal da Noite da SIC e o programa com o mesmo nome na SIC Notícias, e mais tarde coordenou o Economia Verde também na SIC Notícias.

## Comunicação
Deixou o jornalismo em janeiro de 2020. Entre janeiro de 2020 e março de 2021, trabalhou como Técnica Especialista no Gabinete do então Ministro do Mar, Ricardo Serrão Santos. Prestou serviços de Comunicação ao Instituto da Conservação da Natureza e das Florestas (ICNF) em 2023.
Atualmente trabalha em Comunicação e Gestão de Projetos na cooperativa de Energias Renováveis Coopérnico

## Causas
Com preocupações de proteção do ambiente, promoção da transparência e da cidadania, cofundou com outros cidadãos e cidadãs de Oeiras o Movimento Evoluir Oeiras em janeiro de 2021, que é desde maio de 2021 uma associação legalmente constituída. Em março de 2021 anunciou que estaria disponível para encabeçar uma lista à Câmara Municipal de Oeiras nas Autárquicas desse ano. Desse repto, nasceu a Coligação Evoluir Oeiras formada por três partidos políticos (Bloco de Esquerda, Livre e Volt) que integra um elevado número de independentes, que estiveram na origem do movimento de cidadãos Evoluir Oeiras. Carla Castelo, cabeça de lista à Câmara Municipal de Oeiras pela Coligação Evoluir Oeiras foi eleita e mantém-se como uma Vereadora da Oposição no Município, por não ter aceitado pelouros, de Isaltino Morais como aliás prometera antes das eleições. Tem sido uma das vozes mais críticas relativamente às políticas do autarca.
Ao longo dos anos foi presença habitual em iniciativas ligadas à defesa dos utilizadores vulneráveis e manifestações a reivindicar maior proteção para peões e ciclistas.  É membro da Direção da Associação Evoluir Oeiras e do Instituto José Tengarrinha.
Considera-se progressista, ecologista, antirracista e feminista, dando particular atenção aos temas da inclusão, mobilidade e acessibilidade universal. No dia-a-dia, faz questão de usar os transportes públicos e gosta muito de andar a pé.

## Prémios e Reconhecimento
Em 2023, na 3ª Edição do Prémio Tágides, que pretende estimular a colaboração em torno de experiências e soluções para a prevenção e combate da corrupção, e promover a integridade e transparência em todos os sectores da sociedade, Carla Castelo recebeu este prémio da associação All4 Integrity na categoria Iniciativa Local.
Em 2014 recebeu o Prémio Nacional de Ambiente da Confederação portuguesa de Associações de Defesa do Ambiente.
 É embaixadora do pacto europeu para o clima pelo segundo ano.

## Família
É casada e mãe de dois filhos adultos. Tem 3 irmãs, uma delas gémea, a investigadora de História Contemporânea e Professora na Faculdade de Letras da Universidade de Lisboa, Cláudia Castelo.